# Pachycephala jacquinoti
Pachycephala jacquinoti (лат.) — вид воробьинообразных птиц семейства свистунов, эндемик архипелага Вавау (острова Тонга). Вид, близкий к уязвимому положению в связи с сокращением естественной среды обитания.

## История изучения и название
Шарль-Люсьен Бонапарт, описавший в 1850 году данный вид и вид иглоногих сов Ninox jacquinoti, по-видимому, дал им название в честь одного из двух братьев Жакино, участвовавших в экспедиции Дюмон-Дюрвиля на «Астролябии» в 1837—1840 годах. Старший брат, Шарль-Эктор, был морским офицером и командовал участвовавшим в экспедиции корветом Zélée, а младший, Оноре, был натуралистом и морским хирургом на том же корабле. Предполагается, что птицы названы в честь Оноре Жакино, так как Бонапарт также дал другому виду имя его коллеги по экспедиции Жака-Бернара Омброна.
Птица была также описана в 1853 году Жаком Пюшраном как зарянковая мухоловка Eopsaltria melanops. В дальнейшем различными авторами рассматривалась как подвид золотого свистуна (Pachycephala pectoralis), а в других изданиях фигурировала как Pachycephala melanops исходя из ошибочного предположения, что название, данное Бонапартом, представляет собой nomen nudum.

## Внешний вид и образ жизни
Общая длина тела 17—18,5 см, масса тела 33—39 г. У самцов чёрная голова, жёлтый затылок или ошейник, спускающийся на обе стороны груди. Верхняя часть тела оливково-жёлтая, спина и плечи более светлые. Горло чёрное, остальная нижняя часть тела ярко-жёлтая. Хвост чёрный, за исключением жёлтых кончиков хвостовых перьев. У самок верх головы бледный серовато-бурый, спина и хвост оливковые. Горло охристо-белое, живот бледно-жёлтый. Клюв и радужка глаза чёрные, ноги сероватые.
Пение представляет собой свист чистых тонов, заканчивающийся щелчком; издают также шумное стрекотание.
Оседлые птицы. Сезон выведения птенцов предположительно продолжается с июля по сентябрь, однако круглогодичное присутствие в популяции молодых особей может означать, что в действительности размножение не ограничено каким бы то ни было сезоном. Пищу собирают в подлеске, реже в кронах больших деревьев. Всеядны: в рацион входят насекомые и (реже) мелкие рептилии, а также плоды.

## Ареал и охранный статус
Естественная среда обитания — девственный лес. Во вторичном лесу птицы данного вида встречаются только в случае, если он непосредственно прилегает к девственному. Таким образом, ареал к началу XXI века ограничен труднодоступными или непригодными для освоения участками — кручами, болотами, прибрежными литоралями.
Pachycephala jacquinoti — эндемик островов Тонга, встречающийся только на островах архипелага Вавау (помимо главного острова Ута-Вавау наблюдались также на островах Утунгаке, Пангаимоту и Капа). В этом регионе птица достаточно часто встречается (в лесах на севере Ута-Вавау один поющий самец на каждые 50 м, в горах Талау — на каждые 150), однако Международный союз охраны природы (IUCN) присвоил виду статус близкого к уязвимому положению. Это связано как с ограниченностью ареала, так и с естественными угрозами в виде крыс (чёрных и малых), охотящихся на птиц данного вида в подлеске, и домашнего скота, интенсивный выпас которого может привести к дальнейшему сокращению пригодного для добычи пищи пространства.